# Anna Pak Agi
Anna Pak Agi (박아기 안나) (1782 - 24 de maig de 1839) és una de les 103 màrtirs coreanes que fou decapitada durant la persecució dels catòlics a Kihae l'any 1839. La seva festa és el 24 de maig, i també és venerada, juntament amb la resta dels màrtirs coreans, el 20 de setembre.

## Vida i martiri
Anna va néixer en el si d'una família catòlica en un petit poble a la vora del riu Han a Gangchon. Tenia moltes dificultats d’aprenentatge i això també era així pel que feia a la religió. Es consolava dient: "Com que no puc conèixer el meu Déu com hauria de desitjar, almenys m'esforçaré per estimar-lo amb tot el meu cor".
Es va casar amb un cristià i va criar els seus fills en aquesta religió. Sentia una devoció especial per de Crist: la visió de les seves cinc ferides eren suficient per a que es posés a plorar i meditava profundament sobre elles. Quan va sentir parlar de la persecució a la que estaven essent sotmesos els cristians, en lloc d'atemorir-se es va animar.
Va ser detinguda amb el seu marit i el seu fill gran. Aquest darrer tenia nombrosos amics a la cort, que van fer tot el possible per convertir-los en apòstates. Un cop ho varen aconseguir van ser posats en llibertat, però Anna es va mantenir ferma i es negà a renegar de la seva fe. El jutge intentà fer-la canviar d’opinió en vàries ocasions, tant de manera amable com a través de la violència, però els seus esforços no tingueren resultat, ja que estava determinada a partir el martiri.
La seva família i amics anaren a veure-la a la presó intentant que canviés d’idea: la seva mare, ja major, estava a punt de morir i els seus fills li demanaven que tornés a casa. Per altra banda, rebé tortures durant el seu captiveri, però tot i així va mantenir ferma en la seva intenció d’esdevenir màrtir.
Anna va romandre a la presó durant tres mesos, i va morir el 24 de maig de 1839, a l'edat de cinquanta-set anys.
Va ser beatificada per Pius XI el 5 de juliol de 1925 i, finalment, canonitzada per Joan Pau II el 6 de maig de 1984.